# Accenteur alpin
Prunella collaris
Espèce
Statut de conservation UICN

 LC  : Préoccupation mineure
L'Accenteur alpin (Prunella collaris) est une espèce de passereaux de la famille des Prunellidae.

## Description

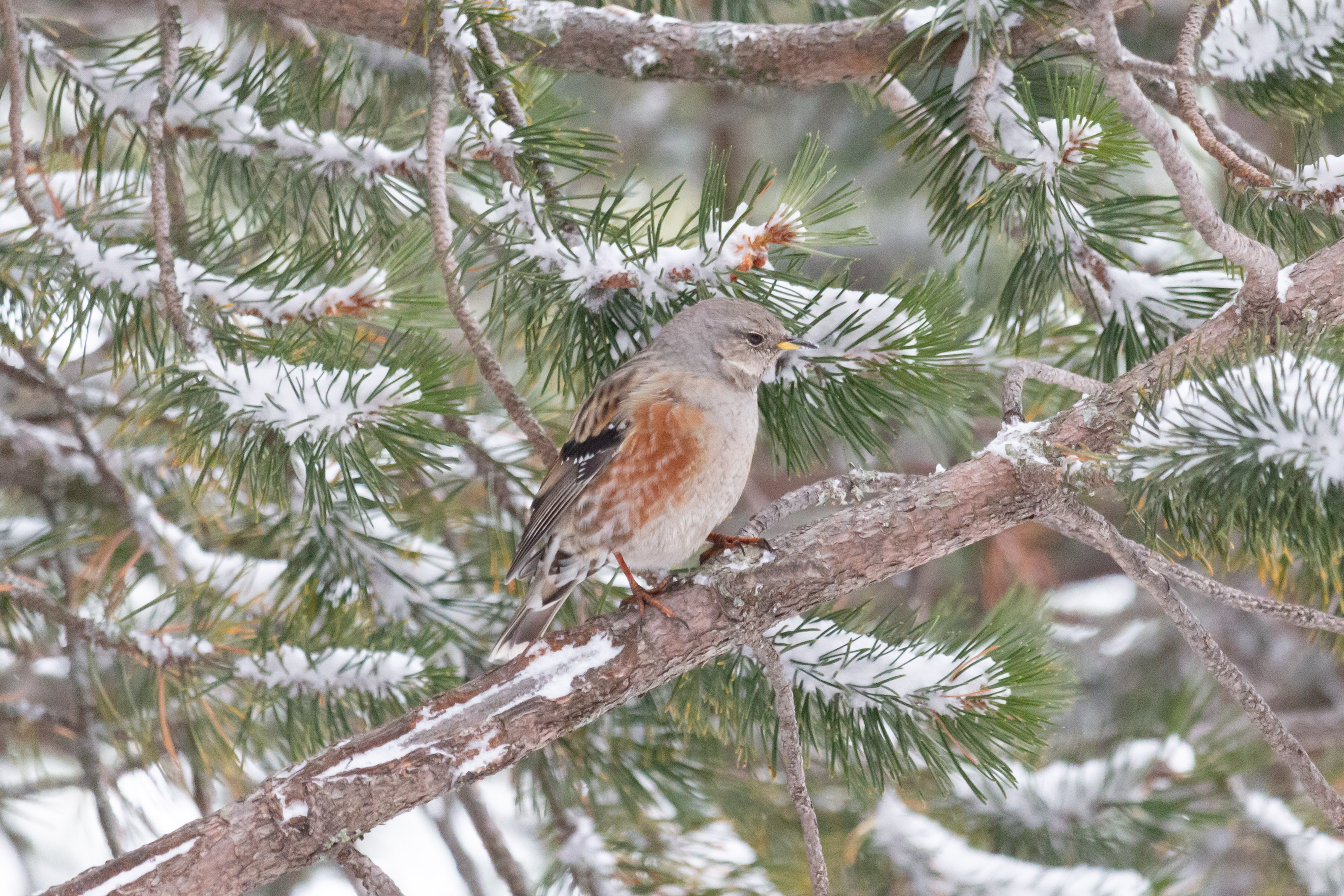
En hiver dans le domaine skiable des Arcs

L'accenteur alpin présente une certaine ressemblance avec l'accenteur mouchet, mais on le distingue grâce à sa plus grande taille et de nettes différences de plumage. Celui-ci est gris rayé de noir sur le dessus, avec des flancs roux caractéristiques, la gorge est blanche tachetée de noir, la queue est sombre. Il possède une base jaune bien visible à son bec,. Les deux sexes sont identiques. Les jeunes, avec la gorge grisâtre et le dessus plus brun, sont plus ternes que les adultes.
L'oiseau pèse 25 à 35 g pour une longueur de 18 cm environ et une envergure entre 30 et 32 cm.
Il ne doit pas être confondu avec l'Accenteur mouchet et le Troglodyte mignon.

## Comportement

### Alimentation
Cet oiseau est majoritairement insectivore, notamment au printemps et en été où il profite d'une abondance de proies. Celles-ci comprennent les insectes, mais aussi de nombreux types d'invertébrés, incluant les vers de terre, les araignées et des petits mollusques. Lorsque les quantités de proies diminue principalement en hiver, il devient granivore.

### Chant
Le mâle émet une mélodie au rythme lent, forte et retentissante, avec de nombreuses intonations d'alouette, elle est composée de sons roulés et flutés, et de trilles brefs.

### Vol
Entre deux émissions vocales, le mâle s'élève dans les airs d'un vol entrecoupé de planés pendant lesquels ses ailes raides sont fortement relevées en V.

### Reproduction
La reproduction fonctionne suivant un système de polygynandrie (accouplement de plusieurs mâles avec plusieurs femelles). Des groupes familiaux vont ainsi se former où les mâles assistent les femelles à l'élevage des jeunes et à la défense du territoire.

#### Site du nid
Le nid est installé à l'abri des intempéries, sur le sol, sous un bloc ou dans un buisson touffu, dans des anfractuosités rocheuses. L'accenteur alpin niche jusqu'à 3000m d'altitude.

#### Nid
Le couple construit une coupe volumineuse avec des herbes sèches, des radicelles et des mousses, puis il la garnit de mousses fines, de crins et parfois de plumes.

#### Nichée

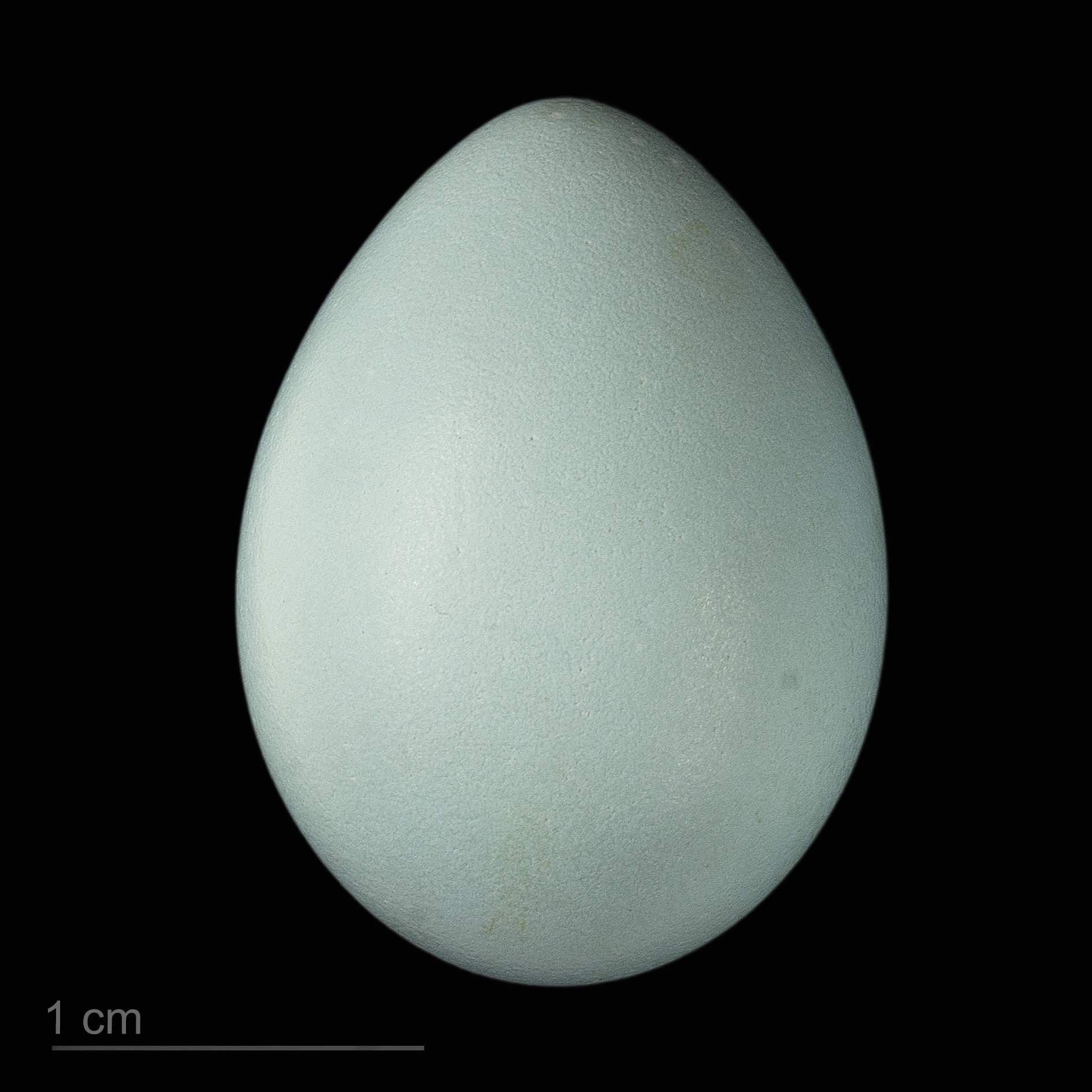
Œuf de Prunella collaris collaris - Muséum de Toulouse

Cette espèce effectue 1 ou 2 couvées annuelles de 3 à 5 œufs. Les œufs sont généralement de couleur bleu turquoise, ils sont pondus entre la mi-mai et le début d'août. L'incubation dure 13 à 15 jours, elle est effectuée par le couple. Les petits sont nidicoles et quittent le nid vers le 16e jours.

## Répartition et habitat

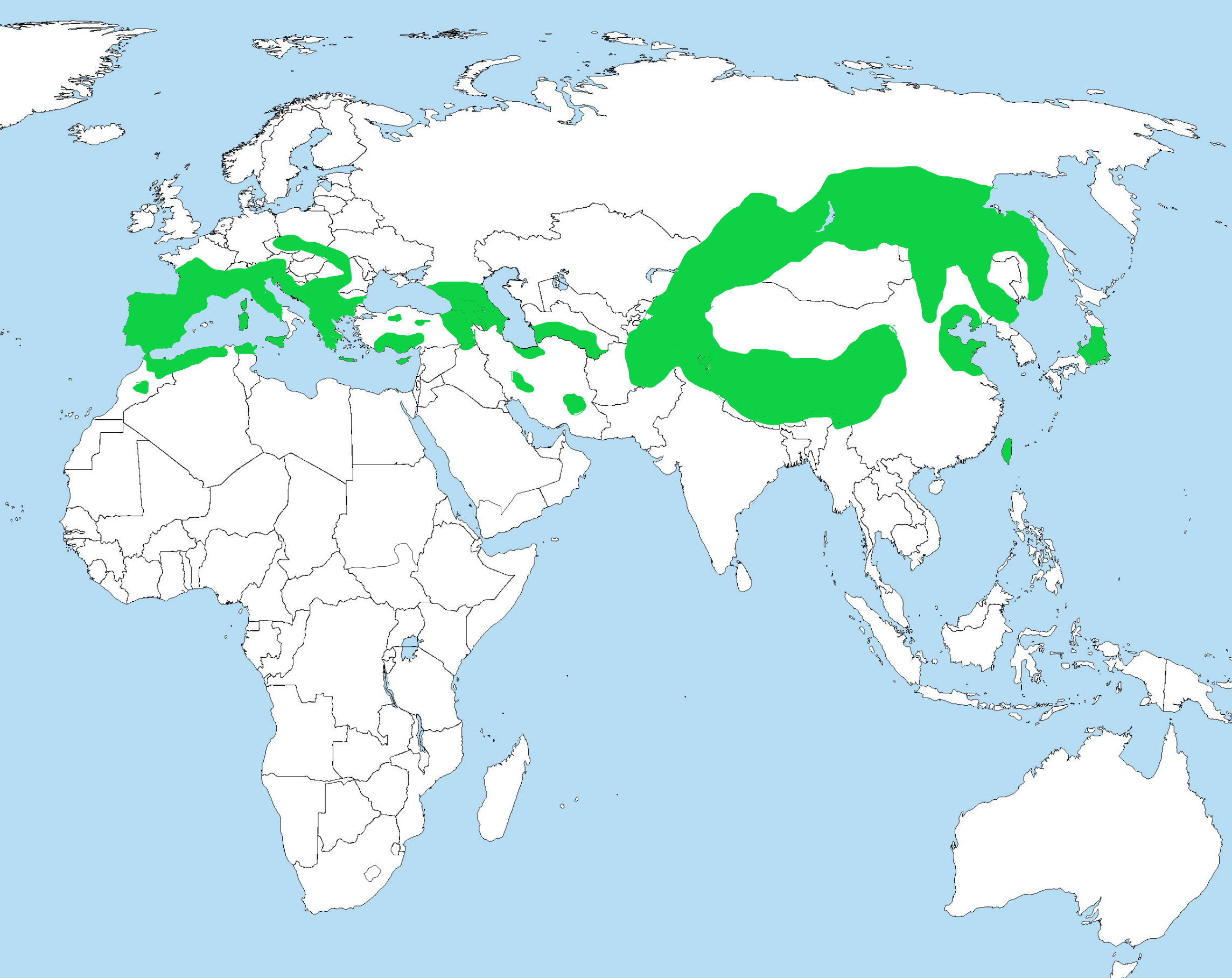
Répartition de l'accenteur alpin

### Habitat
C'est une espèce typique des hautes montagnes. Il vit au-dessus de la limite des arbres dans les alpages. On le trouve typiquement entre 1800 et 2900 mètres, avec des observations jusqu'à plus de 4170 mètres,. Il descend dans les vallées en hiver,.

### Répartition
Cet oiseau vit à travers le paléarctique. On peut le retrouver dans la totalité des massifs montagneux majeurs aux latitudes moyennes. En France, on le retrouve principalement dans les Alpes et les Pyrénées, et plus marginalement dans le Massif Central, le Jura et les Vosges. On compte entre 25000 et 40000 dans les Alpes suisses, environ 16% de la population européenne.

## Effectifs et protection
Les effectifs sont globalement stables en Europe, bien que les populations fluctuent chaque année selon les conditions météorologiques, et on observe des baisses en Italie. L'Accenteur alpin n'est plus présent dans les sites du Jura qu'il occupait dans les années 1980. Le réchauffement climatique pourrait l'impacter, notamment en moyenne montagne.